# Logic (musiker)
Sir Robert Bryson Hall II, känd som Logic, född 22 januari 1990 i Gaithersburg i Maryland, är en amerikansk rappare, sångare, låtskrivare och skivproducent.
Han är uppväxt i Gaithersburg, Maryland, och visade ett intresse för musik i tonåren. Han släppte sitt första mixtape, "Logic: The Mixtape" under namnet Psychological, år 2009.

## Diskografi

### Album
- Under Pressure (2014)
- The Incredible True Story (2015)
- Everybody (2017)
- YSIV (2018)
- Supermarket (Soundtrack) (2019)
- Confessions of a Dangerous Mind (2019)
- No Pressure (2020)
- Vinyl Days (2022)
- College Park (2023)

### Mixtapes
- Logic: The Mixtape (2009)
- Young, Broke and Infamous (2010)
- Young Sinatra (2011)
- Young Sinatra: Undeniable (2012)
- Young Sinatra: Welcome to Forever (2013)
- Bobby Tarantino (2016)
- Bobby Tarantino II (2018)
- Bobby Tarantino III (2021)